# Tampichthys
Tampichthys is een geslacht van straalvinnige vissen uit de familie van Cyprinidae (Eigenlijke karpers).

## Soorten
- Tampichthys catostomops (Hubbs & Miller, 1977)
- Tampichthys dichromus (Hubbs & Miller, 1977)
- Tampichthys erimyzonops (Hubbs & Miller, 1974)
- Tampichthys ipni (Álvarez & Navarro, 1953)
- Tampichthys mandibularis (Contreras-Balderas & Verduzco-Martínez, 1977)
- Tampichthys rasconis (Jordan & Snyder, 1899)